# 龍龕手鑑
『龍龕手鑑』（りゅうがんしゅかん、りょうがんしゅかん）は、遼代に幽州の僧の行均（ぎょうきん）によって編纂された字書、4巻。統和15年（997年）に成立。見出し字は26,430余字を収録し、注の字数は163,100余字に及ぶ。
原名は『龍龕手鏡』（りゅうがんしゅきょう）であったが、宋で刊行される際に、翼祖（太祖の祖父）の諱である「敬」と同音の「鏡」を避けて「鑑」に改められた。
他に見ない異体字を大量に集めていること、部首と文字の配列が、検索に便利なように工夫されていることが特徴。

## 書名
題の「龍龕」は「龍蔵」と同じで、大蔵経を意味するという。

## 内容
『龍龕手鑑』は4巻からなっている。部首は242部で、これを部首の読みの四声により、平・上・去・入の4巻に分けている（平声97部、上声60部、去声26部、入声59部）。入声の最後の1つは「雑」部で、部首に分けるのが難しい字をまとめている。同じ部首に属する字もまた四声によって並べられている。
部首は篆書の字源にこだわらず、楷書の偏旁そのままを採用し、検字に便利なように工夫されている。『龍龕手鑑』の部首を『説文解字』の540部首と比較すると、以下のような変更が加えられている。
1. 『説文解字』の複数の部首を統合。たとえば「山」の部に『説文解字』の「嵬・屾・屵」を統合した[3]。
2. 『説文解字』のひとつの部首を、その見た目によって分割。「示・ネ」「心・忄・㣺」などを別の部首とする[4]。
3. 『説文解字』にない部首の新設。「亠・无・光・尼・基」など41部首が追加されているという[4]。「亠・无」は『康熙字典』にまで影響を及ぼしている。

また、「攴」が「攵」と書かれる場合に「文」部に入るなど、造字の理を無視して見た目で部首を割り当てている。「攴・文・支」「瓜・爪」「ネ・衤」「門・鬥」などの区別がはっきりしないが、これは当時実際にあまり区別されずに書かれていたことを反映しているものと思われる。
『干禄字書』に倣って異体字を多く収録し、毎字の下に正・俗・古・今および或体を詳しく列挙している点はむしろ字様書に近い。異体字以外に、仏教経典に使用される漢字の収集を目的としたため、難字を大量に掲載している。
反切または直音注で音を示し、意味を注釈しているが、意味の書かれていない字も多い。引用書としては『玄応音義』『慧琳音義』などのほか、『川篇』など、現存しないおそらく当時の通俗的な字書を引く。
『龍龕手鑑』につけられた智光序によれば「五音図式」という図が附属するはずだが、現在見られる『龍龕手鑑』にはこの図を含まない。等韻図『四声等子』の序にも「『龍龕手鑑』の巻末に附した」あるので、「五音図式」とは『四声等子』の元になった等韻図であった可能性がある。

## テキスト
『龍龕手鑑』は遼から宋を経ずに直接高麗に伝わった。現存する高麗刊本は『龍龕手鏡』の題で、巻2を欠くが最良の本として知られる。現在は高麗大学校が蔵し、韓国の国宝に指定されている。
のちに朝鮮では字を大幅に足して平声3巻・上声2巻・去声1巻・入声2巻の8巻本とした『増広龍龕手鑑』が作られた。これはもとの『龍龕手鑑』が難字を主としていたのに対し、常用字を増して使いやすくしたものだという。この本が日本に伝わって、江戸初期に古活字本が作られた。

## 刊行書
- 『増広龍龕手鑑』。 （元和古活字本、国会図書館古典籍資料）
- 『龍龕手鑑』日本古典全集刊行会〈日本古典全集〉、1934年。 （国会図書館近代デジタルライブラリー）

続古逸叢書の宋刊覆刻本3巻（去声と入声を1巻にまとめる）の複製に校注を加えたもの
- 『龍龕手鑑』（日本古典全集）現代思想社（1977年）
- 杉本つとむ 編『龍龕手鑑』雄山閣〈異体字研究資料集成1 別巻2〉、1975年。

内閣文庫蔵朝鮮刊本の複製
- 『龍龕手鏡（高麗本）』中華書局、1985年。

高麗本の複製。巻2と欠落した頁は四部叢刊続編本で補う。
- 潘重規『龍龕手鑑新編』台北石門図書公司、1980年。

総画順に配列を変更したもの